# 무사 뎀벨레
무사 시디 야야 뎀벨레(네덜란드어: Moussa Sidi Yaya Dembélé, Mousa Dembélé, 1987년 7월 16일 ~ )는 벨기에의 전 축구 선수이다. 현역 시절 포지션은 중앙 미드필더였다. 매경기마다 탄성이 절로 나오는 '탈압박' 기술을 선보이지만 항상 탈압박 이후에 반박자 느린 '패스 템포'로 볼을 빼앗긴다는 단점이 있다.

## 클럽 경력

### 풀럼 FC
AZ알크미르에서 뛰어난 활약을 인정받은 뎀벨레는 풀럼FC로 이적하게 되었다. 첫시즌부터 좋은 활약을 보여준 그는 풀럼의 중요한 선수가 되었다. 그러나 부상으로 시즌을 마감하게 되었다. 복귀 후 입단 초기만 못한 활약을 보여주고 있었는데, 풀럼의 미드필더들의 줄부상으로 인해, 마틴 욜 감독 은 좋은 활동량과 뛰어난 기술을 가진 그를 중앙미드필더로 기용하게 되었고, 뎀벨레는 리그 주요 스탯 여러부문 상위권에 자신의 이름을 올렸고, 이러한 활약 덕분에 그는 맨체스터 유나이티드, 레알 마드리드, 첼시 등의 빅클럽으로부터 러브콜이 오게 되었고, 8월 29일 그는 바이아웃 조항을 이용하여 토트넘 홋스퍼로 이적하게 된다.

### 토트넘 홋스퍼
2012년 8월 29일 뎀벨레는 바이아웃의 금액으로 잉글랜드의 토트넘 홋스퍼 FC에서 메디컬 테스트를 거쳐 입단이 확정되었다. 2012년 9월 1일 노리치 시티와의 경기에서 토트넘 데뷔전을 치렀다. 2013년 2월 21일에 열린 올림피크 리옹과의 UEFA 유로파 리그 32강 2차전 경기에서 후반 45분 극적인 골을 기록하며 팀의 16강 진출에 기여했다.

### 광저우 푸리
2019년 겨울 이적시장에서 중국 슈퍼리그의 광저우 푸리에 입단했다. 2020년 이후의 행적에 관해서는 잘 알려져 있지 않다.

## 국가대표팀 경력
2006년 5월 20일 슬로바키아 축구 국가대표팀과의 경기에서 벨기에 축구 국가대표팀 데뷔전을 치렀다. 2006년 10월 아제르바이잔 축구 국가대표팀과의 경기에서 국가대표팀 데뷔골을 기록했다.
2008년 하계 올림픽 축구에 출전하였으며 이탈리아와의 8강전 경기에서 두 골을 기록하며 팀의 3-2 승리를 이끌었다.
2014년 FIFA 월드컵에 참여하는 벨기에 축구 국가대표팀 최종명단에 포함되었다.